# Musée d'Art de Denver
Le musée d'Art de Denver (Denver Art Museum) est un musée d'art situé à Denver, dans le Colorado (États-Unis).
Il est connu pour sa collection d'art amérindien. Il conserve plus de 70 000 objets et œuvres d'art.

## Collections
Le musée s'organise en douze collections permanentes :
- art de l'Afrique ;
- art amérindien ;
- architecture, design et arts graphiques ;
- art de l'Asie ;
- art de l'Europe et de l'Amérique ;
- art moderne et contemporain ;
- art de l'Océanie ;
- art mésoaméricain ;
- photographie ;
- art de l'époque colonial espagnole ;
- textiles ;
- art de l'Ouest américain.

## Œuvres

### Peinture

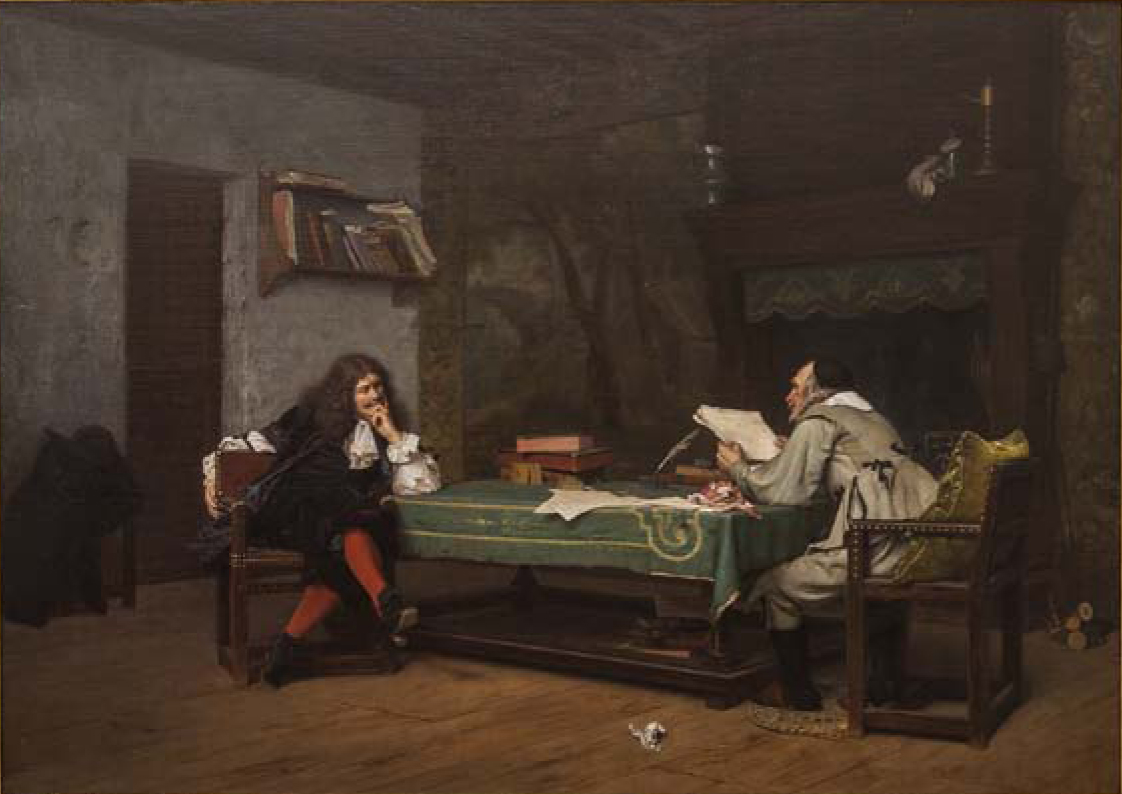
Jean-Léon Gérôme, Une collaboration : Corneille et Molière, vers 1873.

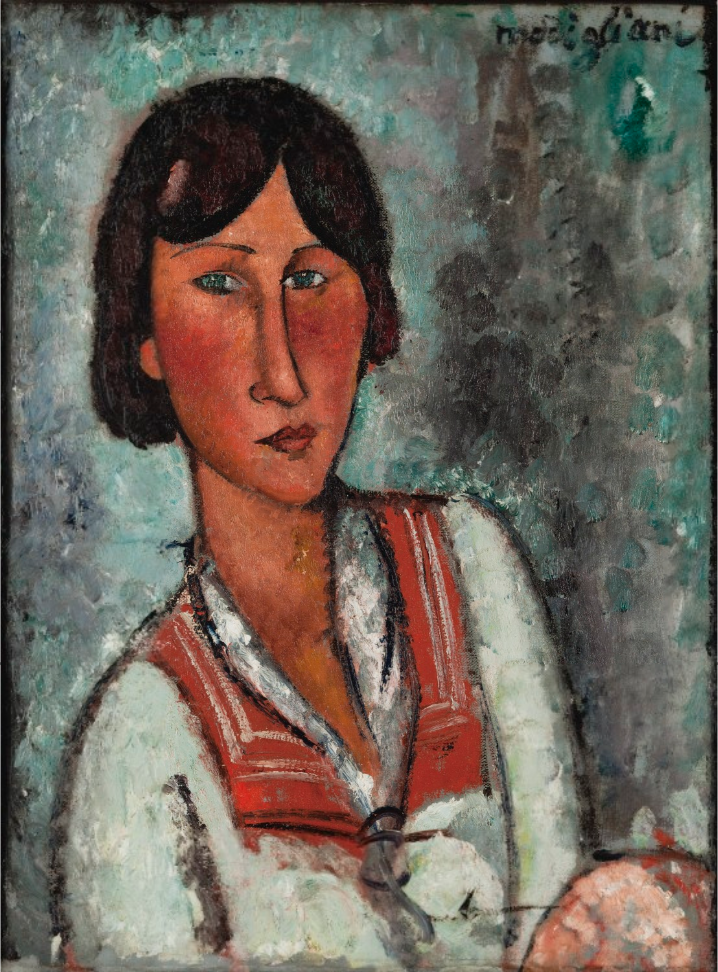
Amedeo Modigliani, Portrait de femme, 1918.

- Giuseppe Arcimboldo, Automne, 1572[2].
- Giuseppe Arcimboldo, Été, 1572[3].
- Albert Bierstadt, Estes Park, Long's Peak, 1877[4].
- Rosa Bonheur, Renne, 1888[5].
- Giovanni Benedetto Castiglione, Deucalion et Pyrrha, 1655[6].
- Paul Cézanne, Un peintre au travail, vers 1874-1875[7].
- William Merritt Chase, Nature morte au poisson, vers 1913[8].
- Thomas Cole, Rêve d'Arcadie, vers 1838[9].
- Gustave Courbet, Valley du Puits Noir, vers 1865[10].
- Charles Deas, Long Jakes, "The Rocky Mountain Man", 1844[11].
- Edgar Degas, Examen de danse, 1880[12].
- Thomas Gainsborough, A Coastal Landscape, vers 1782-1784[13].
- Jean-Léon Gérôme, Une collaboration : Corneille et Molière, vers 1873[14].
- Childe Hassam, A Walk in the Park, vers 1889-1890[15].
- Gottfried Helnwein, L'Adoration des Mages (1991).
- Hans Holbein le Jeune, Edouard, Prince de Galles, vers 1538[16].
- Winslow Homer, Indian Boy with Canoe, vers 1895[17].
- Winslow Homer, Two Figures by the Sea, 1882[18].
- Lucien Lévy-Dhurmer, Les Dolomites, 1910-1911[19].
- Édouard Manet, Marine à Arcachon, dit aussi Arcachon, beau temps, 1871[20].
- Amedeo Modigliani, Portrait de femme, 1918[21].
- Claude Monet, La Seine près de Giverny, 1885[22].
- Claude Monet, Les Maisons dans la neige, Norvège, 1895[23].
- Claude Monet, Le Pont de Waterloo, effet de soleil, 1903[24].
- Thomas Moran, Mount of the Holy Cross, 1894[25].
- Berthe Morisot, La Leçon au jardin, 1886[26].
- Camille Pissarro, Les Faneuses, 1884[27].
- Camille Pissarro, Printemps à Éragny, 1900[28].
- Pierre-Auguste Renoir, Bords de la Seine, Bougival, vers 1871[29].
- Pierre-Auguste Renoir, Portrait d'Edmond Renoir, 1888[30].
- Charles Marion Russell, Red Man of the Plains, 1901[31].
- Charles Marion Russell, That Night in Blackfoot Was A Terror, 1910[32].
- Vincent van Gogh, Champ de blé avec coquelicots, 1887[33].

### Sculpture
- Claes Oldenburg, Big Sweep, 2006[34].
- Frederic Remington, The Broncho Buster, fonte avant 1902[35].
- Frederic Remington, The Broncho Buster (Wooly Chaps), 1895[36].
- Frederic Remington, The Cheyenne, 1903[37].
- Auguste Rodin, La Pleureuse, vers 1880-1882[38].